# الأليني
الأليني (باللاتينية: Aalenian)، وهي أول مرحلة من فترة الجوراسي الأوسط، حيث تمتد من (174.1 ± 1.0) إلى (170.3 ± 1.4) مليون سنة مضت.
| العصر     | الفترة  | المرحلة    | أهم الأحداث | البداية (م.س.مضت) |
| --------- | ------- | ---------- | --- | ----------------- |
| الطباشيري | المبكر  | البرياسي   | أحدث | أحدث              |
| الجوراسي  | المتأخر | التيثوني   | - أحداث جيولوجية: أصبح المناخ رطبًا مرة أخرى. تفكك بانجيا وأنقسامها إلى كل من لوراسيا وغندوانا، مع تفكك الأخيرة أيضًا إلى قسمين رئيسيين؛ وتشكل المحيط الهادئ والمحيط المتجمد الشمالي. تشكل محيط تيثيس. تكون جبال نفادان في أمريكا الشمالية. تناقص حركة تكون الجبال السيمرية و الرانتجاتا. مستوى ثاني أكسيد الكربون في الغلاف الجوي يعادل 3-4 أضعاف مستويات الوقت الحالي (1200-1500 جزء لكل مليون مقارنة بـ 400 جزء لكل مليون في هذه الأيام. - أحداث حيوية : شاعت عاريات البذور (وخاصة المخروطيات، والبنتيات والسيكاد) والسرخسانية.أصبحت الديناصورات، بما في ذلك سحليات الأرجل والكارنوصوريات والستيغوصوريات والسيلوروصوريات، من الفقاريات البرية المهيمنة. تنوعت الثدييات إلى شوثيريدات والأستراليات ومخروطيات أسنان ثلاثية حقيقية ومتعددة الدرنات ومتناظرات الأسنان والدرايولستيدات والإسفينيات الملتصقة ولكنها صغيرة في الغالب. ظهور الطيور والسحالي والثعابين والسلاحف. ظهور الطحالب البنية والشفنينيات والروبيان وسرطان البحر والكركند. تنوعت صغيرات الحوض مثل الإكتيوصورات والبليزوصورات. أنتشرت منقاريات الرأس في جميع أنحاء العالم. وفرة ذوات الصدفتين، والأمونيتات، والسهميات. شاعت قنافذ البحر بشكل كبير، جنبا إلى جنب مع زنابق البحر، ونجم البحر، والإسفنجيات، وتربراتوليدا، والمخطميات وعضديات الأرجل. تسعى أشباه التمساحيات (آخر أشباه السوكيات) إلى نمط حياة مائي. استمرت الثورة البحرية في حقبة الحياة الوسطى منذ أواخر العصر الثلاثي. اختفت النوتيانيات. | 149.2 ± 0.7       |
| الجوراسي  | المتأخر | الكيمريدجي | - أحداث جيولوجية: أصبح المناخ رطبًا مرة أخرى. تفكك بانجيا وأنقسامها إلى كل من لوراسيا وغندوانا، مع تفكك الأخيرة أيضًا إلى قسمين رئيسيين؛ وتشكل المحيط الهادئ والمحيط المتجمد الشمالي. تشكل محيط تيثيس. تكون جبال نفادان في أمريكا الشمالية. تناقص حركة تكون الجبال السيمرية و الرانتجاتا. مستوى ثاني أكسيد الكربون في الغلاف الجوي يعادل 3-4 أضعاف مستويات الوقت الحالي (1200-1500 جزء لكل مليون مقارنة بـ 400 جزء لكل مليون في هذه الأيام. - أحداث حيوية : شاعت عاريات البذور (وخاصة المخروطيات، والبنتيات والسيكاد) والسرخسانية.أصبحت الديناصورات، بما في ذلك سحليات الأرجل والكارنوصوريات والستيغوصوريات والسيلوروصوريات، من الفقاريات البرية المهيمنة. تنوعت الثدييات إلى شوثيريدات والأستراليات ومخروطيات أسنان ثلاثية حقيقية ومتعددة الدرنات ومتناظرات الأسنان والدرايولستيدات والإسفينيات الملتصقة ولكنها صغيرة في الغالب. ظهور الطيور والسحالي والثعابين والسلاحف. ظهور الطحالب البنية والشفنينيات والروبيان وسرطان البحر والكركند. تنوعت صغيرات الحوض مثل الإكتيوصورات والبليزوصورات. أنتشرت منقاريات الرأس في جميع أنحاء العالم. وفرة ذوات الصدفتين، والأمونيتات، والسهميات. شاعت قنافذ البحر بشكل كبير، جنبا إلى جنب مع زنابق البحر، ونجم البحر، والإسفنجيات، وتربراتوليدا، والمخطميات وعضديات الأرجل. تسعى أشباه التمساحيات (آخر أشباه السوكيات) إلى نمط حياة مائي. استمرت الثورة البحرية في حقبة الحياة الوسطى منذ أواخر العصر الثلاثي. اختفت النوتيانيات. | 154.8 ± 0.8       |
| الجوراسي  | المتأخر | الأكسفوردي | - أحداث جيولوجية: أصبح المناخ رطبًا مرة أخرى. تفكك بانجيا وأنقسامها إلى كل من لوراسيا وغندوانا، مع تفكك الأخيرة أيضًا إلى قسمين رئيسيين؛ وتشكل المحيط الهادئ والمحيط المتجمد الشمالي. تشكل محيط تيثيس. تكون جبال نفادان في أمريكا الشمالية. تناقص حركة تكون الجبال السيمرية و الرانتجاتا. مستوى ثاني أكسيد الكربون في الغلاف الجوي يعادل 3-4 أضعاف مستويات الوقت الحالي (1200-1500 جزء لكل مليون مقارنة بـ 400 جزء لكل مليون في هذه الأيام. - أحداث حيوية : شاعت عاريات البذور (وخاصة المخروطيات، والبنتيات والسيكاد) والسرخسانية.أصبحت الديناصورات، بما في ذلك سحليات الأرجل والكارنوصوريات والستيغوصوريات والسيلوروصوريات، من الفقاريات البرية المهيمنة. تنوعت الثدييات إلى شوثيريدات والأستراليات ومخروطيات أسنان ثلاثية حقيقية ومتعددة الدرنات ومتناظرات الأسنان والدرايولستيدات والإسفينيات الملتصقة ولكنها صغيرة في الغالب. ظهور الطيور والسحالي والثعابين والسلاحف. ظهور الطحالب البنية والشفنينيات والروبيان وسرطان البحر والكركند. تنوعت صغيرات الحوض مثل الإكتيوصورات والبليزوصورات. أنتشرت منقاريات الرأس في جميع أنحاء العالم. وفرة ذوات الصدفتين، والأمونيتات، والسهميات. شاعت قنافذ البحر بشكل كبير، جنبا إلى جنب مع زنابق البحر، ونجم البحر، والإسفنجيات، وتربراتوليدا، والمخطميات وعضديات الأرجل. تسعى أشباه التمساحيات (آخر أشباه السوكيات) إلى نمط حياة مائي. استمرت الثورة البحرية في حقبة الحياة الوسطى منذ أواخر العصر الثلاثي. اختفت النوتيانيات. | 161.5 ± 1.0       |
| الجوراسي  | الأوسط  | الكالوفي   | - أحداث جيولوجية: أصبح المناخ رطبًا مرة أخرى. تفكك بانجيا وأنقسامها إلى كل من لوراسيا وغندوانا، مع تفكك الأخيرة أيضًا إلى قسمين رئيسيين؛ وتشكل المحيط الهادئ والمحيط المتجمد الشمالي. تشكل محيط تيثيس. تكون جبال نفادان في أمريكا الشمالية. تناقص حركة تكون الجبال السيمرية و الرانتجاتا. مستوى ثاني أكسيد الكربون في الغلاف الجوي يعادل 3-4 أضعاف مستويات الوقت الحالي (1200-1500 جزء لكل مليون مقارنة بـ 400 جزء لكل مليون في هذه الأيام. - أحداث حيوية : شاعت عاريات البذور (وخاصة المخروطيات، والبنتيات والسيكاد) والسرخسانية.أصبحت الديناصورات، بما في ذلك سحليات الأرجل والكارنوصوريات والستيغوصوريات والسيلوروصوريات، من الفقاريات البرية المهيمنة. تنوعت الثدييات إلى شوثيريدات والأستراليات ومخروطيات أسنان ثلاثية حقيقية ومتعددة الدرنات ومتناظرات الأسنان والدرايولستيدات والإسفينيات الملتصقة ولكنها صغيرة في الغالب. ظهور الطيور والسحالي والثعابين والسلاحف. ظهور الطحالب البنية والشفنينيات والروبيان وسرطان البحر والكركند. تنوعت صغيرات الحوض مثل الإكتيوصورات والبليزوصورات. أنتشرت منقاريات الرأس في جميع أنحاء العالم. وفرة ذوات الصدفتين، والأمونيتات، والسهميات. شاعت قنافذ البحر بشكل كبير، جنبا إلى جنب مع زنابق البحر، ونجم البحر، والإسفنجيات، وتربراتوليدا، والمخطميات وعضديات الأرجل. تسعى أشباه التمساحيات (آخر أشباه السوكيات) إلى نمط حياة مائي. استمرت الثورة البحرية في حقبة الحياة الوسطى منذ أواخر العصر الثلاثي. اختفت النوتيانيات. | 165.3 ± 1.1       |
| الجوراسي  | الأوسط  | الباثوني   | - أحداث جيولوجية: أصبح المناخ رطبًا مرة أخرى. تفكك بانجيا وأنقسامها إلى كل من لوراسيا وغندوانا، مع تفكك الأخيرة أيضًا إلى قسمين رئيسيين؛ وتشكل المحيط الهادئ والمحيط المتجمد الشمالي. تشكل محيط تيثيس. تكون جبال نفادان في أمريكا الشمالية. تناقص حركة تكون الجبال السيمرية و الرانتجاتا. مستوى ثاني أكسيد الكربون في الغلاف الجوي يعادل 3-4 أضعاف مستويات الوقت الحالي (1200-1500 جزء لكل مليون مقارنة بـ 400 جزء لكل مليون في هذه الأيام. - أحداث حيوية : شاعت عاريات البذور (وخاصة المخروطيات، والبنتيات والسيكاد) والسرخسانية.أصبحت الديناصورات، بما في ذلك سحليات الأرجل والكارنوصوريات والستيغوصوريات والسيلوروصوريات، من الفقاريات البرية المهيمنة. تنوعت الثدييات إلى شوثيريدات والأستراليات ومخروطيات أسنان ثلاثية حقيقية ومتعددة الدرنات ومتناظرات الأسنان والدرايولستيدات والإسفينيات الملتصقة ولكنها صغيرة في الغالب. ظهور الطيور والسحالي والثعابين والسلاحف. ظهور الطحالب البنية والشفنينيات والروبيان وسرطان البحر والكركند. تنوعت صغيرات الحوض مثل الإكتيوصورات والبليزوصورات. أنتشرت منقاريات الرأس في جميع أنحاء العالم. وفرة ذوات الصدفتين، والأمونيتات، والسهميات. شاعت قنافذ البحر بشكل كبير، جنبا إلى جنب مع زنابق البحر، ونجم البحر، والإسفنجيات، وتربراتوليدا، والمخطميات وعضديات الأرجل. تسعى أشباه التمساحيات (آخر أشباه السوكيات) إلى نمط حياة مائي. استمرت الثورة البحرية في حقبة الحياة الوسطى منذ أواخر العصر الثلاثي. اختفت النوتيانيات. | 168.2 ± 1.2       |
| الجوراسي  | الأوسط  | الباجوسي   | - أحداث جيولوجية: أصبح المناخ رطبًا مرة أخرى. تفكك بانجيا وأنقسامها إلى كل من لوراسيا وغندوانا، مع تفكك الأخيرة أيضًا إلى قسمين رئيسيين؛ وتشكل المحيط الهادئ والمحيط المتجمد الشمالي. تشكل محيط تيثيس. تكون جبال نفادان في أمريكا الشمالية. تناقص حركة تكون الجبال السيمرية و الرانتجاتا. مستوى ثاني أكسيد الكربون في الغلاف الجوي يعادل 3-4 أضعاف مستويات الوقت الحالي (1200-1500 جزء لكل مليون مقارنة بـ 400 جزء لكل مليون في هذه الأيام. - أحداث حيوية : شاعت عاريات البذور (وخاصة المخروطيات، والبنتيات والسيكاد) والسرخسانية.أصبحت الديناصورات، بما في ذلك سحليات الأرجل والكارنوصوريات والستيغوصوريات والسيلوروصوريات، من الفقاريات البرية المهيمنة. تنوعت الثدييات إلى شوثيريدات والأستراليات ومخروطيات أسنان ثلاثية حقيقية ومتعددة الدرنات ومتناظرات الأسنان والدرايولستيدات والإسفينيات الملتصقة ولكنها صغيرة في الغالب. ظهور الطيور والسحالي والثعابين والسلاحف. ظهور الطحالب البنية والشفنينيات والروبيان وسرطان البحر والكركند. تنوعت صغيرات الحوض مثل الإكتيوصورات والبليزوصورات. أنتشرت منقاريات الرأس في جميع أنحاء العالم. وفرة ذوات الصدفتين، والأمونيتات، والسهميات. شاعت قنافذ البحر بشكل كبير، جنبا إلى جنب مع زنابق البحر، ونجم البحر، والإسفنجيات، وتربراتوليدا، والمخطميات وعضديات الأرجل. تسعى أشباه التمساحيات (آخر أشباه السوكيات) إلى نمط حياة مائي. استمرت الثورة البحرية في حقبة الحياة الوسطى منذ أواخر العصر الثلاثي. اختفت النوتيانيات. | 170.9 ± 0.8       |
| الجوراسي  | الأوسط  | الأليني    | - أحداث جيولوجية: أصبح المناخ رطبًا مرة أخرى. تفكك بانجيا وأنقسامها إلى كل من لوراسيا وغندوانا، مع تفكك الأخيرة أيضًا إلى قسمين رئيسيين؛ وتشكل المحيط الهادئ والمحيط المتجمد الشمالي. تشكل محيط تيثيس. تكون جبال نفادان في أمريكا الشمالية. تناقص حركة تكون الجبال السيمرية و الرانتجاتا. مستوى ثاني أكسيد الكربون في الغلاف الجوي يعادل 3-4 أضعاف مستويات الوقت الحالي (1200-1500 جزء لكل مليون مقارنة بـ 400 جزء لكل مليون في هذه الأيام. - أحداث حيوية : شاعت عاريات البذور (وخاصة المخروطيات، والبنتيات والسيكاد) والسرخسانية.أصبحت الديناصورات، بما في ذلك سحليات الأرجل والكارنوصوريات والستيغوصوريات والسيلوروصوريات، من الفقاريات البرية المهيمنة. تنوعت الثدييات إلى شوثيريدات والأستراليات ومخروطيات أسنان ثلاثية حقيقية ومتعددة الدرنات ومتناظرات الأسنان والدرايولستيدات والإسفينيات الملتصقة ولكنها صغيرة في الغالب. ظهور الطيور والسحالي والثعابين والسلاحف. ظهور الطحالب البنية والشفنينيات والروبيان وسرطان البحر والكركند. تنوعت صغيرات الحوض مثل الإكتيوصورات والبليزوصورات. أنتشرت منقاريات الرأس في جميع أنحاء العالم. وفرة ذوات الصدفتين، والأمونيتات، والسهميات. شاعت قنافذ البحر بشكل كبير، جنبا إلى جنب مع زنابق البحر، ونجم البحر، والإسفنجيات، وتربراتوليدا، والمخطميات وعضديات الأرجل. تسعى أشباه التمساحيات (آخر أشباه السوكيات) إلى نمط حياة مائي. استمرت الثورة البحرية في حقبة الحياة الوسطى منذ أواخر العصر الثلاثي. اختفت النوتيانيات. | 174.7 ± 0.8       |
| الجوراسي  | المبكر  | التورسي    | - أحداث جيولوجية: أصبح المناخ رطبًا مرة أخرى. تفكك بانجيا وأنقسامها إلى كل من لوراسيا وغندوانا، مع تفكك الأخيرة أيضًا إلى قسمين رئيسيين؛ وتشكل المحيط الهادئ والمحيط المتجمد الشمالي. تشكل محيط تيثيس. تكون جبال نفادان في أمريكا الشمالية. تناقص حركة تكون الجبال السيمرية و الرانتجاتا. مستوى ثاني أكسيد الكربون في الغلاف الجوي يعادل 3-4 أضعاف مستويات الوقت الحالي (1200-1500 جزء لكل مليون مقارنة بـ 400 جزء لكل مليون في هذه الأيام. - أحداث حيوية : شاعت عاريات البذور (وخاصة المخروطيات، والبنتيات والسيكاد) والسرخسانية.أصبحت الديناصورات، بما في ذلك سحليات الأرجل والكارنوصوريات والستيغوصوريات والسيلوروصوريات، من الفقاريات البرية المهيمنة. تنوعت الثدييات إلى شوثيريدات والأستراليات ومخروطيات أسنان ثلاثية حقيقية ومتعددة الدرنات ومتناظرات الأسنان والدرايولستيدات والإسفينيات الملتصقة ولكنها صغيرة في الغالب. ظهور الطيور والسحالي والثعابين والسلاحف. ظهور الطحالب البنية والشفنينيات والروبيان وسرطان البحر والكركند. تنوعت صغيرات الحوض مثل الإكتيوصورات والبليزوصورات. أنتشرت منقاريات الرأس في جميع أنحاء العالم. وفرة ذوات الصدفتين، والأمونيتات، والسهميات. شاعت قنافذ البحر بشكل كبير، جنبا إلى جنب مع زنابق البحر، ونجم البحر، والإسفنجيات، وتربراتوليدا، والمخطميات وعضديات الأرجل. تسعى أشباه التمساحيات (آخر أشباه السوكيات) إلى نمط حياة مائي. استمرت الثورة البحرية في حقبة الحياة الوسطى منذ أواخر العصر الثلاثي. اختفت النوتيانيات. | 184.2 ± 0.3       |
| الجوراسي  | المبكر  | البلنسباخي | - أحداث جيولوجية: أصبح المناخ رطبًا مرة أخرى. تفكك بانجيا وأنقسامها إلى كل من لوراسيا وغندوانا، مع تفكك الأخيرة أيضًا إلى قسمين رئيسيين؛ وتشكل المحيط الهادئ والمحيط المتجمد الشمالي. تشكل محيط تيثيس. تكون جبال نفادان في أمريكا الشمالية. تناقص حركة تكون الجبال السيمرية و الرانتجاتا. مستوى ثاني أكسيد الكربون في الغلاف الجوي يعادل 3-4 أضعاف مستويات الوقت الحالي (1200-1500 جزء لكل مليون مقارنة بـ 400 جزء لكل مليون في هذه الأيام. - أحداث حيوية : شاعت عاريات البذور (وخاصة المخروطيات، والبنتيات والسيكاد) والسرخسانية.أصبحت الديناصورات، بما في ذلك سحليات الأرجل والكارنوصوريات والستيغوصوريات والسيلوروصوريات، من الفقاريات البرية المهيمنة. تنوعت الثدييات إلى شوثيريدات والأستراليات ومخروطيات أسنان ثلاثية حقيقية ومتعددة الدرنات ومتناظرات الأسنان والدرايولستيدات والإسفينيات الملتصقة ولكنها صغيرة في الغالب. ظهور الطيور والسحالي والثعابين والسلاحف. ظهور الطحالب البنية والشفنينيات والروبيان وسرطان البحر والكركند. تنوعت صغيرات الحوض مثل الإكتيوصورات والبليزوصورات. أنتشرت منقاريات الرأس في جميع أنحاء العالم. وفرة ذوات الصدفتين، والأمونيتات، والسهميات. شاعت قنافذ البحر بشكل كبير، جنبا إلى جنب مع زنابق البحر، ونجم البحر، والإسفنجيات، وتربراتوليدا، والمخطميات وعضديات الأرجل. تسعى أشباه التمساحيات (آخر أشباه السوكيات) إلى نمط حياة مائي. استمرت الثورة البحرية في حقبة الحياة الوسطى منذ أواخر العصر الثلاثي. اختفت النوتيانيات. | 192.9 ± 0.3       |
| الجوراسي  | المبكر  | السنموري   | - أحداث جيولوجية: أصبح المناخ رطبًا مرة أخرى. تفكك بانجيا وأنقسامها إلى كل من لوراسيا وغندوانا، مع تفكك الأخيرة أيضًا إلى قسمين رئيسيين؛ وتشكل المحيط الهادئ والمحيط المتجمد الشمالي. تشكل محيط تيثيس. تكون جبال نفادان في أمريكا الشمالية. تناقص حركة تكون الجبال السيمرية و الرانتجاتا. مستوى ثاني أكسيد الكربون في الغلاف الجوي يعادل 3-4 أضعاف مستويات الوقت الحالي (1200-1500 جزء لكل مليون مقارنة بـ 400 جزء لكل مليون في هذه الأيام. - أحداث حيوية : شاعت عاريات البذور (وخاصة المخروطيات، والبنتيات والسيكاد) والسرخسانية.أصبحت الديناصورات، بما في ذلك سحليات الأرجل والكارنوصوريات والستيغوصوريات والسيلوروصوريات، من الفقاريات البرية المهيمنة. تنوعت الثدييات إلى شوثيريدات والأستراليات ومخروطيات أسنان ثلاثية حقيقية ومتعددة الدرنات ومتناظرات الأسنان والدرايولستيدات والإسفينيات الملتصقة ولكنها صغيرة في الغالب. ظهور الطيور والسحالي والثعابين والسلاحف. ظهور الطحالب البنية والشفنينيات والروبيان وسرطان البحر والكركند. تنوعت صغيرات الحوض مثل الإكتيوصورات والبليزوصورات. أنتشرت منقاريات الرأس في جميع أنحاء العالم. وفرة ذوات الصدفتين، والأمونيتات، والسهميات. شاعت قنافذ البحر بشكل كبير، جنبا إلى جنب مع زنابق البحر، ونجم البحر، والإسفنجيات، وتربراتوليدا، والمخطميات وعضديات الأرجل. تسعى أشباه التمساحيات (آخر أشباه السوكيات) إلى نمط حياة مائي. استمرت الثورة البحرية في حقبة الحياة الوسطى منذ أواخر العصر الثلاثي. اختفت النوتيانيات. | 199.5 ± 0.3       |
| الجوراسي  | المبكر  | الهتانجي   | - أحداث جيولوجية: أصبح المناخ رطبًا مرة أخرى. تفكك بانجيا وأنقسامها إلى كل من لوراسيا وغندوانا، مع تفكك الأخيرة أيضًا إلى قسمين رئيسيين؛ وتشكل المحيط الهادئ والمحيط المتجمد الشمالي. تشكل محيط تيثيس. تكون جبال نفادان في أمريكا الشمالية. تناقص حركة تكون الجبال السيمرية و الرانتجاتا. مستوى ثاني أكسيد الكربون في الغلاف الجوي يعادل 3-4 أضعاف مستويات الوقت الحالي (1200-1500 جزء لكل مليون مقارنة بـ 400 جزء لكل مليون في هذه الأيام. - أحداث حيوية : شاعت عاريات البذور (وخاصة المخروطيات، والبنتيات والسيكاد) والسرخسانية.أصبحت الديناصورات، بما في ذلك سحليات الأرجل والكارنوصوريات والستيغوصوريات والسيلوروصوريات، من الفقاريات البرية المهيمنة. تنوعت الثدييات إلى شوثيريدات والأستراليات ومخروطيات أسنان ثلاثية حقيقية ومتعددة الدرنات ومتناظرات الأسنان والدرايولستيدات والإسفينيات الملتصقة ولكنها صغيرة في الغالب. ظهور الطيور والسحالي والثعابين والسلاحف. ظهور الطحالب البنية والشفنينيات والروبيان وسرطان البحر والكركند. تنوعت صغيرات الحوض مثل الإكتيوصورات والبليزوصورات. أنتشرت منقاريات الرأس في جميع أنحاء العالم. وفرة ذوات الصدفتين، والأمونيتات، والسهميات. شاعت قنافذ البحر بشكل كبير، جنبا إلى جنب مع زنابق البحر، ونجم البحر، والإسفنجيات، وتربراتوليدا، والمخطميات وعضديات الأرجل. تسعى أشباه التمساحيات (آخر أشباه السوكيات) إلى نمط حياة مائي. استمرت الثورة البحرية في حقبة الحياة الوسطى منذ أواخر العصر الثلاثي. اختفت النوتيانيات. | 201.4 ± 0.2       |
| الثلاثي   | المتأخر | الرايتاني  | أقدم | أقدم              |